# Ммуси, Питер
Питер Симако Отлаадисанг Ммуси (англ. Peter Simako Otlaadisang Mmusi; 16 мая 1929 — октябрь 1994) — был вице-президентом Ботсваны с 3 января 1983 по 8 марта 1992 года. Он также занимал пост министра финансов с 1980 по 1989 год и министра местного самоуправления и земельных ресурсов. Он родился в Мманкгоди в округе Квененг.
Он подал в отставку после того, как президентская комиссия установила, что он принимал участие в незаконных сделках с землёй за пределами Габороне.
В 1958 году женился на учителе Луи Людо, от которого у него было трое сыновей (Леседи, Кабело и Кагисо) и три дочери (Гората, Пинки и Кэти). Его младший сын, Кагисо Ммуси, 1970 года рождения, был кандидатом от БДП в депутаты парламента от избирательного округа Габане-Мманкгоди на всеобщих выборах 2019 года.